# IP адрес
IP адресът е уникален адрес, много наподобяващ телефонен номер, който се използва от машини (обикновено компютри), за да се свързват едни с други, когато изпращат информация през интернет или локална мрежа, използвайки интернет протокол (IP). Той позволява на машините, които изпращат информацията, да знаят къде да я изпращат, а на машините, които получават информацията, да знаят, че тя идва от желаното местоназначение.
Да вземем за пример IP адреса 207.142.131.236. Получаването на тези числа от домейн адреси, написани в една по-разбираема за човека форма, като например www.wikipedia.org, се извършва от Система за имена на домейни (DNS). Този процес е известен като преобразуване на имената на домейни към IP адрес. (Забележка: Система за имена на домейни е общо понятие, обхващащо всичките Сървъри за имена на домейни)

## Повече подробности
Интернет протоколът (IP) разпознава логическите интерфейси на хостове по номер, наричан IP адрес. В дадена мрежа този номер трябва да е уникален за всеки от хостовете, които осъществяват връзки в тази мрежа. Доставчиците на интернет услуги понякога дават на някои потребители на интернет и име на хост в допълнение към техния цифров IP адрес.
IP адресите на потребителите, които сърфират в световната мрежа (World Wide Web), се използват при осъществяване на връзките им със сървърите на уеб сайтовете. Също така в заглавната част на съобщенията от електронната поща обикновено се записват IP адресите на пощенските сървъри, откъдето изпращаме пощата. В зависимост от връзката на даден потребител с интернет, IP адресът може да бъде един и същ всеки път, когато той се свързва с интернет – статичен IP адрес, или различен за всяка сесия (но първата му част си остава същата) – динамичен IP адрес.
IP адресите служат не само за уникалното обозначаване на интерфейсите на хостовете, но и за маршрутизиране, поради което голяма част от тях са неизползваеми или запазени...

## IP версия 4

### Адресиране
При IPv4, понастоящем стандартен протокол за интернет, IP адресите са съставени от 32 бита, което прави теоретично 4 294 967 296 (над 4 милиарда) уникални адреса за интерфейси на хостове. На практика обаче адресното пространство не се оползотворява напълно поради проблемите на маршрутизирането, така че има натиск за разширяване на адресния обхват чрез IP версия 6 (вижте по-долу).
IPv4 адресите обикновено се отбелязват като четворка числа, разделени с точки, т.е. четири байта (по 8 бита), разделени с точки и написани като десетични числа. Например хостът, известен като www.bg.wikipedia.org, понастоящем има номер 3482223596 Архив на оригинала от 2006-04-09 в Wayback Machine. (десетично число), което се записва като 208.80.152.201. Тези числа се получават чрез преобразуване в бройна система с основа 256:
{\displaystyle 3482223596=207.256^{3}+142.256^{2}+131.256^{1}+236.256^{0}}
Преобразуването на името „www.wikipedia.org“ в съответния номер е направено от DNS сървърите.
Първоначално IPv4 адресите са имали само две части (пълнокласна мрежа). По-късно частите стават три: част за мрежа, подмрежова част и част за хост, в тази последователност. Обаче с появата на безкласово маршрутизиране между домейни (CIDR) това вече не е валидно и адресът може да има произволен брой йерархични нива. (За момента няма наложил се превод на Classless Inter-Domain Routing). Технически погледнато, това става възможно още при появата на подмрежите, тъй като даден сайт може да има повече от едно ниво на подмрежи в рамките на съответния клас IP адреси.

### Даване на IP адрес
IP адресите не се дават произволно. Нуждаещата се организация, например доставчик на интернет услуги, подава заявка за блок от IP адреси (netblock) до регионален интернет регистър, например Réseaux IP Européens Network Coordination Centre (RIPE NCC). Блокът от IP адреси съдържа множество адреси, които организацията е свободна да разпределя по своя преценка. Ако организацията привърши адресите от заделеното ѝ адресно пространство, може да подаде заявка за друг блок от IP адреси.
Например нека регистриращата организация е заделила адресите от 64.78.200.0 до 64.78.207.255 за организацията доставчик Verado. От своя страна Verado заделя адресите от 64.78.205.0 до 64.78.205.15 на Bomis. А Bomis дава точно определен адрес, например 64.78.205.6, на интерфейса на хоста, носещ името www.wikipedia.com.

### Изчерпване
Някои групи адреси са заделени чрез RFC 1918 за частни IP адреси. Това означава, че тези адреси са достъпни за употреба от който и да е потребител, поради което едни и същи IP адреси от RFC 1918 могат да се използват в много мрежи. Обаче тези адреси не подлежат на маршрутизиране в интернет. Те са широко използвани поради недостиг на регистрируеми (реални) IP адреси. Мрежи, които използват такива адреси, се нуждаят от превод на мрежовите адреси (NAT), за да се свържат с интернет.
Въпреки редицата мерки за икономисване на IPv4 адресите (като използване на NAT и частни IP адреси) броят на 32-битовите IP адреси е недостатъчен, за да поеме бъдещото разрастване на интернета. Поради тази причина вече има общо съгласие, че в близките 5 до 15 години трябва да се възприеме 128-битова схема за адресиране.

## IP версия 5
Версия № 5 на протокола IP (IPv5) е съществувала само като експериментален поточен протокол в реално време, наречен ST2 (Internet Stream Protocol version 2), описан в RFC 1819. Този протокол е използвал числото 5 в полето за версия в хедъра на IP протокола, затова и версията се представя като IPv5. Въпреки това той никога не е бил самостоятелна версия на самия IP протокол. Протоколът IPv5 е изоставен в полза на RSVP (виж Интегрирани услуги).

## IP версия 6
IPv6 е новият стандартен протокол за интернет. При него адресите са 128-битови, което означава, че в обозримо бъдеще пространството от IP адреси ще бъде достатъчно дори и при щедро даване на блокове от IP адреси. Броят на различните адреси в IPv6 е равен на 18 445 618 199 572 250 625 (точно 264, или около 1,845.1019). Това огромно адресно пространство ще бъде рядко населено, което прави възможно отново да се кодира повече информация за маршрутизирането в самите адреси.
Адресът от версия 6 се записва с осем 4-цифрени (16-битови) шестнадесетични числа, разделени с двоеточия. Един низ от нули може да се прескочи, така че 1080::800:0:417A е същото, което и 1080:0:0:0:0:800:0:417A.
Глобалните уникални IPv6 адреси се състоят от две части: 64-битова маршрутизираща част, следвана от 64-битов идентификатор на хоста.
Блоковете от IP адреси представляват съвременен вариант на IPv4: мрежов номер, следван от наклонена надясно черта и броя на съответните битове в мрежовия номер (десетично число). Пример: 12AB::CD30:0:0:0:0/60 включва всички адреси, започващи с 12AB00000000CD3.
Освен по-голямото адресно пространство IPv6 има много други подобрения спрямо IPv4 като автоматично преномериране и повишена сигурност чрез задължително използване на стандарта IPsec.
В България вече има доставчици на IPv6.